# Viola (opera)

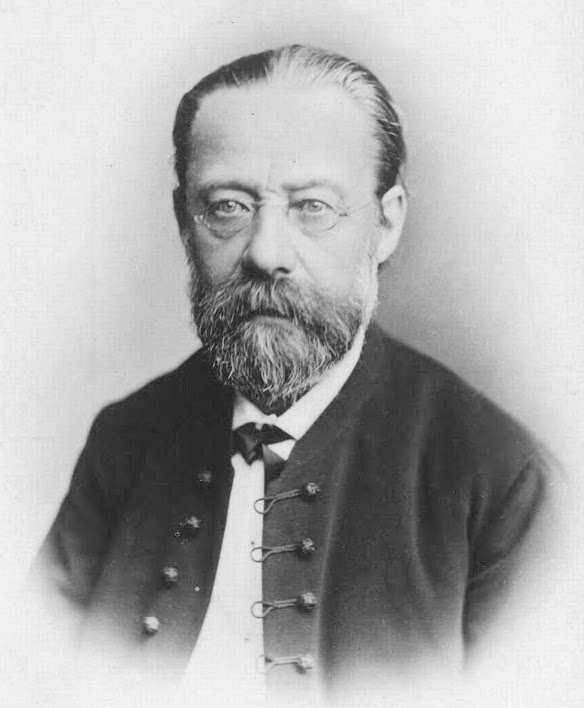
Bedřich Smetana

Viola är en komisk ofullbordad opera i tre akter med musik av Bedřich Smetana och libretto av Eliška Krásnohorská efter pjäsen Trettondagsafton (1623) av William Shakespeare.

## Historia
Smetana fullbordade totalt 365 takter musik varav 276 var fullt orkestrerade. Det mesta av musiken härstammar från början av 1870-talet. Smetanas dövhet blev allt starkare på 1880-talet och 1884 förvärrades hans mentala tillstånd allvarligt. Han lades in på mentalsjukhus där han avled den 12 maj. Operan fick ett konsertant uppförande den 15 mars 1900 på Nationalteatern i Prag.